# Ritardando
Ritardando (wł., w skrócie rit.) – zwolnienie tempa utworu muzycznego. W odróżnieniu od ritenuto zwolnienie powinno nastąpić stopniowo, a nie natychmiast. Powrót do oryginalnego tempa może nastąpić przez stopniowe przyspieszenie accelerando lub raptownie po znaku a tempo.